# Аристип
Аристип (на гръцки: Ἀρίστιππος) е древногръцки философ, ученик на Сократ, основател на школата на хедонизма. Тъй като Аристип произхожда от град Кирена (днес в Либия), неговите последователи носят името „киренайци“.
Арестип смята, че има само две състояния на душата — болка и удоволствие. Щастието е сума от всички удоволствия в нашия живот. Според Аристип болката е „острото движение“, а удоволствието – „плавно движение“. За него всички удоволствия са еднакви и който не се стреми към удоволствие, е извратен. Не вярва, че някое удоволствие е „по-удоволствие“ от друго. Може би затова Аристип умеел да се нагажда към всякакви обстоятелства и с успех живее в двора на един от тогавашните тиранични царе. По тази причина безцеремонният Диоген от Синопа го нарича „царско куче“.